# ایپالا
ایپالا شهری در شهرستان تیکاره در استان بام در بورکینافاسوی شمالی است و جمعیت آن ۴۴۸ نفر است.